# 石塘镇 (淮安市)
马甸镇，是中华人民共和国江苏省淮安市淮安区下辖的一个乡镇级行政单位。

## 行政区划
马甸镇下辖以下地区：
靖大庄社区、马涵洞社区、二堡村、发茂村、乾益村、卫东村、祁大庄村、郭湾村和十五里桥村。